# Ectemnonotum rugosum
Ectemnonotum rugosum är en insektsart som beskrevs av Schmidt 1909. Ectemnonotum rugosum ingår i släktet Ectemnonotum och familjen spottstritar. Inga underarter finns listade i Catalogue of Life.